# Nachal Chemar
Nachal Chemar nebo Nachal Chejmar (hebrejsky נחל חמר nebo נחל חימר, arabsky Vádí Muhawwat
) je vádí v jižním Izraeli, na pomezí severovýchodního okraje Negevské pouště a Judské pouště. Délka jejího toku je cca 37 kilometrů a povodí má rozlohu okolo 360 kilometrů čtverečních.

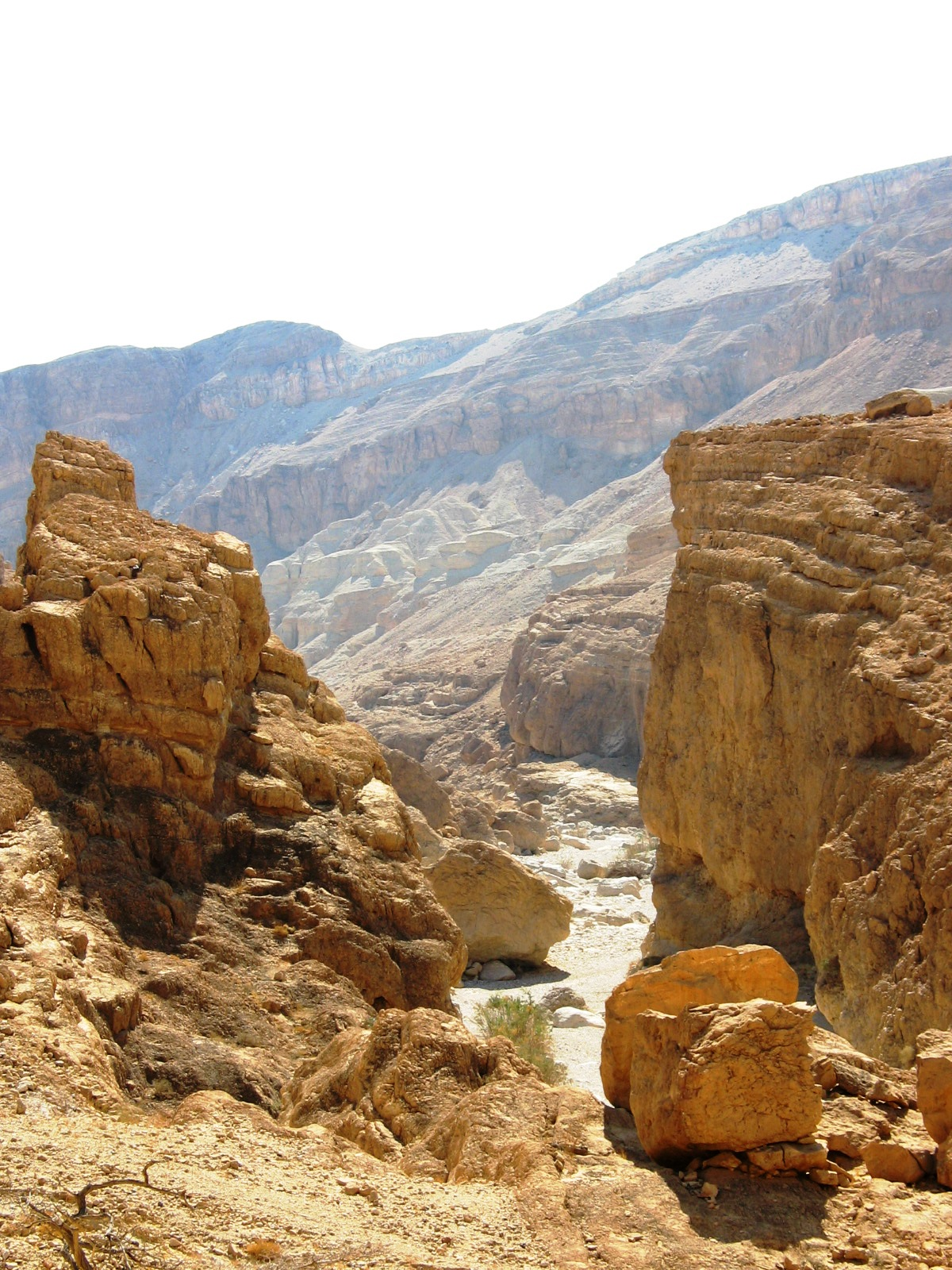
Kaňon Nachal Chemar

Začíná cca 9 kilometrů severovýchodně od města Dimona a přes 15 kilometrů jihojihozápadně od města Arad v nadmořské výšce okolo 600 metrů v kopcovité pouštní krajině na svazích hory Har Daja. Směřuje potom k severovýchodu, ze západu míjí horu Har Kadim a zařezává se do okolního terénu. Vede potom skalnatou soutěskou a na úpatí hory Har Kamrir přijímá od severozápadu vádí Nachal Kamrir. Tok vádí se pak stáčí k východu a od severu sem ústí vádí Nachal Kina a Nachal Kanfan. Vádí v následném úseku prochází širším údolím. Od západu přijímá tok Nachal Dimona, od severu Nachal Kipon a od jihu Nachal Ef'e. Podchází lokální silnici číslo 258. Od severozápadu sem ústí vádí Nachal Lahava, od severu Nachal Gorer. Z jihozápadu sem také ústí Nachal Gmalim. V dalším úseku Nachal Chemar opět vstupuje do užší soutěsky a klesá do příkopové propadliny Mrtvého moře skrz horské pásmo Cukej Rom s horou Har Chemar, kterou míjí z jihu. Od severozápadu zde přijímá vádí Nachal Cheter, od jihu Nachal Ešed. V posledním úseku se obrací k severu, zprava sem od jihu ústí vádí Nachal Pracim s přítokem Nachal Lot. Vádí podchází dálnici číslo 90 a na jižním okraji vesnice Neve Zohar ústí zprava do vádí Nachal Zohar, které jeho vody krátce poté předává do Mrtvého moře, respektive do jeho jižní části, která je kvůli poklesu hladiny oddělena od severní části a má charakter menší vodní plochy.